# UEFA Champions League 2006/07 (1/4 finale) Valencia CF - Chelsea
De kwartfinale tussen Valencia CF en Chelsea van de UEFA Champions League 2006/07 werd gespeeld op 4 april 2007.

## Wedstrijdgegevens
| Datum                | 10 april 2007                                     | 10 april 2007                                     |
| Stadion              | Estadio Mestalla, Valencia                        | Estadio Mestalla, Valencia                        |
| Toeschouwers         | 50.000                                            | 50.000                                            |
| Scheidsrechter       | Kyros Vassaras GRE                                | Kyros Vassaras GRE                                |
| Assistenten          | Dimitrios Bozatzidis GRE Dimitrios Saraidaris GRE | Dimitrios Bozatzidis GRE Dimitrios Saraidaris GRE |
| Vierde man           | Christoforos Zografos GRE                         | Christoforos Zografos GRE                         |
| Man van de wedstrijd |                                                   |                                                   |
|                      | Valencia CF                                       | Chelsea                                           |
| Doelpunten           | 1                                                 | 2                                                 |
| Gele kaarten         | 4                                                 | 2                                                 |
| Rode kaarten         | 0                                                 | 0                                                 |
| Wissels              | 2                                                 | 3                                                 |
| Schoten op doel      | 4                                                 | 6                                                 |
| Schoten naast doel   | 3                                                 | 9                                                 |
| Overtredingen        | 22                                                | 10                                                |
| Hoekschoppen         | 4                                                 | 8                                                 |
| Buitenspel           | 1                                                 | 5                                                 |
| Strafschoppen        | 0                                                 | 0                                                 |
| Balbezit (tijd)      | 19 min                                            | 28 min                                            |
| Balbezit (%)         | 40%                                               | 60%                                               |

| Valencia CF | 1-2            | Chelsea |
| 32' Fernando Morientes | goals (assist) | 52' Andrij Sjevtsjenko 90' Michael Essien |
| Quique Sánchez Flores | coach          | José Mourinho |
| Santiago Cañizares Luis Miguel Asier del Horno Roberto Ayala David Albelda David Villa Fernando Morientes ( 65') Joaquín Sánchez Raúl Albiol ( 72') David Silva Emiliano Moretti | Opstellingen   | Petr Čech Ashley Cole Michael Essien Ricardo Carvalho Andrij Sjevtsjenko ( 90+') Frank Lampard Didier Drogba John Obi Mikel Michael Ballack Lassana Diarra ( 46') John Terry ( 90+') |
| Miguel Ángel Angulo ( 65') Hugo Viana ( 72') | Wissels        | Joe Cole ( 46') Salomon Kalou ( 90+') Claude Makélélé ( 90+') |
| 45' Asier del Horno 51' David Albelda 60' Roberto Ayala 62' Emiliano Moretti | gele kaarten   | 3' Michael Essien 21' Michael Ballack |
| | rode kaarten   | |